# Gossypium darwinii
Il cotone di Darwin (Gossypium darwinii G. Watt, 1907) è una pianta appartenente alla famiglia delle Malvacee, endemica delle isole Galapagos.
La pianta è così chiamata in onore di Charles Darwin.
Ricerche genetiche hanno dimostrato che questa specie di cotone è strettamente imparentata con Gossypium barbadense, specie diffusa in America Settentrionale.